# Robin Keller
Robin Keller, född 18 januari 1972 i Boo, är en svensk skådespelare och musiker.

## Biografi
Keller utbildades vid Teaterhögskolan i Malmö 1995-1999. Han har bland annat spelat rollfguren Dino Panni i SVT:s julkalender LasseMajas detektivbyrå som sändes i december 2006. Keller är också medlem i det svenska indiepopbandet The Slaves som han startade tillsammans med sin bror Nino Keller. Han tillhör den fasta ensemblen på Uppsala Stadsteater.

## Filmografi
- 2003 – Miffo
- 2005 – Medicinmannen (TV-serie)
- 2006 – LasseMajas detektivbyrå (TV-serie)
- 2007 – Darling
- 2010 – Sound of Noise
- 2011 – Bibliotekstjuven (TV-serie)
- 2012 – Arne Dahl: Europa Blues (TV-serie)
- 2014 – Vännerna
- 2017 – Exfrun

## Teater

### Roller (ej komplett)
| År   | Roll              | Produktion                                                                         | Regi                                    | Teater                                    |
| ---- | ----------------- | ---------------------------------------------------------------------------------- | --------------------------------------- | ----------------------------------------- |
| 1997 |                   | Advent                                                                             |                                         | Malmö Stadsteater                         |
| 2001 | Han               | Men i framtiden då?                                                                |                                         | Judiska teatern                           |
| 2001 | Avdelningschefen  | En dåres anteckningar (Записки сумасшедшего, Zapiski sumasshedshevo) Nikolaj Gogol | Petra Berg-Holbek                       | Stockholms stadsteater                    |
| 2002 | Paul              | Eldansikte (Feuergesicht) Marius von Mayenburg                                     |                                         | Stockholms stadsteater                    |
| 2003 | Schweizerosten    | Courage och hennes barn (Mutter Courage und ihre Kinder) Bertolt Brecht            |                                         | Dramaten                                  |
| 2004 | Laertes           | Hamlet William Shakespeare                                                         |                                         | Uppsala stadsteater                       |
| 2006 | Alexander         | Alexander och påfågeln (A Casa da Madrina) Lygia Bojunga                           |                                         | Dramaten                                  |
| 2006 | Klaus             | Klaus ont Erika Lucas Svensson                                                     | Staffan Roos                            | Dramaten                                  |
| 2007 | Ed                | Blästrad                                                                           |                                         | Dramaten                                  |
| 2009 |                   | Soundtrack of your life                                                            | Linus Tunström Tomas Alfredson          | Uppsala stadsteater                       |
| 2009 |                   | Drottning Kristina                                                                 |                                         | Uppsala stadsteater                       |
| 2010 | Rafael Mikael     | Den banala kärleken                                                                |                                         | Uppsala stadsteater                       |
| 2010 |                   | Evigt ung                                                                          |                                         | Uppsala stadsteater                       |
| 2011 | Måns              | Elake Måns Dennis Magnusson                                                        | Dennis Sandin                           | Uppsala stadsteater                       |
| 2011 | Håkan             | Låt den rätte komma in Jakob Hultcrantz Hansson                                    | Jakob Hultcrantz Hansson                | Uppsala stadsteater                       |
| 2011 | Mackie Kniven     | Tolvskillingsoperan (Die Dreigroschenoper) Bertolt Brecht och Kurt Weill           | Dennis Sandin                           | Uppsala stadsteater                       |
| 2011 | Peter Pan         | Peter Pan                                                                          |                                         | Uppsala stadsteater                       |
| 2011 | Paris             | Romeo och Julia (The Tragedy of Romeo and Juliet) William Shakespeare              |                                         | Uppsala stadsteater                       |
| 2012 | Kapten von Trapp  | Sound of Music                                                                     |                                         | Uppsala stadsteater                       |
| 2013 | Pirelli           | Sweeney Todd Stephen Sondheim                                                      |                                         | Stockholms stadsteater                    |
| 2014 |                   | Robin Hoods hjärta (The Heart of Robin Hood) David Farr                            | Gisli Örn Gardarsson Selma Björnsdottir | Uppsala stadsteater                       |
| 2015 | Tommy Waidelich   | Partiledaren som klev in i kylan Daniel Suhonen                                    | Dennis Sandin                           | Uppsala Stadsteater                       |
| 2017 | Braithwaite       | Billy Elliot Lee Hall och Elton John                                               | Ronny Danielsson                        | Kulturhuset Stadsteatern                  |
| 2018 |                   | Ilya Lars Rudolfsson                                                               | Lars Rudolfsson                         | Kulturhuset Stadsteatern                  |
| 2018 | Ombudet m.fl      | Krilon Eyvind Johnson                                                              | Carolina Frände                         | Kulturhuset Stadsteatern                  |
| 2018 | Richard Burbage   | Shakespeare in Love Marc Norman och Tom Stoppard                                   | Ronny Danielsson                        | Kulturhuset Stadsteatern/ Dansens hus     |
| 2019 | Solange           | Jungfruleken (Les Bonnes) Jean Genet                                               | Richard Turpin                          | Kulturhuset Stadsteatern/ Teater Giljotin |
| 2020 |                   | Farliga förbindelser (Les Liaisons Dangereuses) Christopher Hampton                | Anna Azcárate                           | Uppsala stadsteater                       |
| 2020 | Antoine de Guiche | Cyrano (Cyrano de Bergerac) Edmond Rostand                                         | Jonas Österberg Nilsson                 | Uppsala stadsteater                       |
| 2022 |                   | Lehmantrilogin (Qualcosa sui Lehman) Stefano Massini                               | Carolina Frände                         | Kulturhuset Stadsteatern                  |
| 2024 |                   | Folkets fiende (En folkefiende) Henrik Ibsen                                       | Philip Zandén                           | Uppsala stadsteater                       |
| 2024 |                   | Rosens namn (Il nome della rosa) Umberto Eco                                       | Carolina Frände                         | Uppsala stadsteater                       |